# Primi ministri della Bosnia ed Erzegovina
I Presidenti del Consiglio dei ministri della Bosnia ed Erzegovina dal 1945.

## Repubblica Socialista di Bosnia ed Erzegovina
| #                                              | Foto | Nome               | Nascita-morte | Mandato          | Mandato          | Partito                                           |
| #                                              | Foto | Nome               | Nascita-morte | Inizio           | Fine             | Partito                                           |
| ---------------------------------------------- | ---- | ------------------ | ------------- | ---------------- | ---------------- | ------------------------------------------------- |
| Ministro per la Bosnia ed Erzegovina 1945      |      |                    |               |                  |                  |                                                   |
| 1                                              |      | Rodoljub Čolaković | 1900–1983     | 7 marzo 1945     | 27 aprile 1945   | Partito Comunista della Bosnia ed Erzegovina      |
| Primi ministri 1945 - 1953                     |      |                    |               |                  |                  |                                                   |
| 1                                              |      | Rodoljub Čolaković | 1900–1983     | 27 aprile 1945   | Settembre 1948   | Partito Comunista della Bosnia ed Erzegovina      |
| 2                                              |      | Đuro Pucar         | 1899–1979     | Settembre 1948   | Marzo 1953       | Partito Comunista della Bosnia ed Erzegovina      |
| Presidenti del Consiglio esecutivo 1953 - 1992 |      |                    |               |                  |                  |                                                   |
| 2                                              |      | Đuro Pucar         | 1899–1979     | Marzo 1953       | Dicembre 1953    | Lega dei Comunisti della Bosnia ed Erzegovina     |
| 3                                              |      | Avdo Humo          | 1914–1983     | Dicembre 1953    | 1956             | Lega dei Comunisti della Bosnia ed Erzegovina     |
| 4                                              |      | Osman Karabegović  | 1911–1996     | 1956             | 1963             | Lega dei Comunisti della Bosnia ed Erzegovina     |
| 5                                              |      | Hasan Brkić        | 1913–1965     | 1963             | 1965             | Lega dei Comunisti della Bosnia ed Erzegovina     |
| 6                                              |      | Rudi Kolak         | 1918–2004     | 1965             | 1967             | Lega dei Comunisti della Bosnia ed Erzegovina     |
| 7                                              |      | Branko Mikulić     | 1928–1994     | 1967             | 1969             | Lega dei Comunisti della Bosnia ed Erzegovina     |
| 8                                              |      | Dragutin Kosovac   | 1924–2012     | 1969             | Aprile 1974      | Lega dei Comunisti della Bosnia ed Erzegovina     |
| 9                                              |      | Milanko Renovica   | 1928–2013     | Aprile 1974      | 28 aprile 1982   | Lega dei Comunisti della Bosnia ed Erzegovina     |
| 10                                             |      | Seid Maglajlija    | 1940–2019     | 28 aprile 1982   | 28 aprile 1984   | Lega dei Comunisti della Bosnia ed Erzegovina     |
| 11                                             |      | Gojko Ubiparip     | 1927-2000     | 28 aprile 1984   | Aprile 1986      | Lega dei Comunisti della Bosnia ed Erzegovina     |
| 12                                             |      | Josip Lovrenović   | 1929–2005     | Aprile 1986      | Aprile 1988      | Lega dei Comunisti della Bosnia ed Erzegovina     |
| 13                                             |      | Marko Ceranić      |               | Aprile 1988      | 20 dicembre 1990 | Lega dei Comunisti della Bosnia ed Erzegovina     |
| 14                                             |      | Jure Pelivan       | 1928–2014     | 20 dicembre 1990 | 3 marzo 1992     | Unione Democratica Croata di Bosnia ed Erzegovina |

## Repubblica della Bosnia ed Erzegovina
| #                          | Foto | Nome            | Popolo costitutivo | Nascita-morte | Mandato         | Mandato         | Partito                                           |
| #                          | Foto | Nome            | Popolo costitutivo | Nascita-morte | Inizio          | Fine            | Partito                                           |
| -------------------------- | ---- | --------------- | ------------------ | ------------- | --------------- | --------------- | ------------------------------------------------- |
| Primi ministri 1992 - 1997 |      |                 |                    |               |                 |                 |                                                   |
| 1                          |      | Jure Pelivan    | Croato             | 1928–2014     | 3 marzo 1992    | 9 novembre 1992 | Unione Democratica Croata di Bosnia ed Erzegovina |
| 2                          |      | Mile Akmadžić   | Croato             | 1939–         | 9 novembre 1992 | 25 ottobre 1993 | Unione Democratica Croata di Bosnia ed Erzegovina |
| 3                          |      | Haris Silajdžić | Bosgnacco          | 1945–         | 25 ottobre 1993 | 30 gennaio 1996 | Partito d'Azione Democratica                      |
| 4                          |      | Hasan Muratović | Bosgnacco          | 1940–2020     | 30 gennaio 1996 | 3 gennaio 1997  | Indipendente                                      |

## Bosnia ed Erzegovina
| #                                              | Foto | Nome                | Popolo costitutivo | Nascita-morte | Mandato          | Mandato          | Partito                                           |
| #                                              | Foto | Nome                | Popolo costitutivo | Nascita-morte | Inizio           | Fine             | Partito                                           |
| ---------------------------------------------- | ---- | ------------------- | ------------------ | ------------- | ---------------- | ---------------- | ------------------------------------------------- |
| Co-primi ministri 1997 - 2000                  |      |                     |                    |               |                  |                  |                                                   |
| (3)                                            |      | Haris Silajdžić     | Bosgnacco          | 1945–         | 3 gennaio 1997   | 3 febbraio 1999  | Partito per la Bosnia ed Erzegovina               |
|                                                |      | Boro Bosić          | Serbo              | 1950–         | 3 gennaio 1997   | 3 febbraio 1999  | Partito Democratico Serbo                         |
| (3)                                            |      | Haris Silajdžić     | Bosgnacco          | 1945–         | 3 febbraio 1999  | 6 giugno 2000    | Partito per la Bosnia ed Erzegovina               |
|                                                |      | Svetozar Mihajlović | Serbo              | 1949–         | 3 febbraio 1999  | 6 giugno 2000    | Partito Socialista della Repubblica Serba         |
| Presidenti del Consiglio dei ministri dal 2000 |      |                     |                    |               |                  |                  |                                                   |
| 5                                              |      | Spasoje Tuševljak   | Serbo              | 1952–         | 6 giugno 2000    | 18 ottobre 2000  | Indipendente                                      |
| 6                                              |      | Martin Raguž        | Croato             | 1958–         | 18 ottobre 2000  | 22 febbraio 2001 | Unione Democratica Croata di Bosnia ed Erzegovina |
| 7                                              |      | Božidar Matić       | Croato             | 1937–2016     | 22 febbraio 2001 | 18 luglio 2001   | Partito Socialdemocratico di Bosnia ed Erzegovina |
| 8                                              |      | Zlatko Lagumdžija   | Bosgnacco          | 1955–         | 18 luglio 2001   | 15 marzo 2002    | Partito Socialdemocratico di Bosnia ed Erzegovina |
| 9                                              |      | Dragan Mikerević    | Serbo              | 1955–         | 15 marzo 2002    | 23 dicembre 2002 | Partito del Progresso Democratico                 |
| 10                                             |      | Adnan Terzić        | Bosgnacco          | 1960–         | 23 dicembre 2002 | 11 gennaio 2007  | Partito d'Azione Democratica                      |
| 11                                             |      | Nikola Špirić       | Serbo              | 1956–         | 11 gennaio 2007  | 12 gennaio 2012  | Alleanza dei Socialdemocratici Indipendenti       |
| 12                                             |      | Vjekoslav Bevanda   | Croato             | 1956–         | 12 gennaio 2012  | 31 marzo 2015    | Unione Democratica Croata di Bosnia ed Erzegovina |
| 13                                             |      | Denis Zvizdić       | Bosgnacco          | 1964–         | 31 marzo 2015    | 23 dicembre 2019 | Partito d'Azione Democratica                      |
| 14                                             |      | Zoran Tegeltija     | Serbo              | 1961–         | 23 dicembre 2019 | 25 gennaio 2023  | Alleanza dei Socialdemocratici Indipendenti       |
| 15                                             |      | Borjana Krišto      | Croata             | 1961-         | 25 gennaio 2023  | in carica        | Unione Democratica Croata di Bosnia ed Erzegovina |